# Берегівська сільська рада (Дубенський район)
Берегі́вська сільська́ ра́да — колишній орган місцевого самоврядування в Дубенському районі Рівненської області. Адміністративний центр — село Берег.

## Загальні відомості
- Берегівська сільська рада утворена в 1940 році.
- Територія ради: 65,558 км²
- Населення ради: 1 882 особи (станом на 2001 рік)
- Територією ради протікає річка Іква.

## Населені пункти
Сільській раді були підпорядковані населені пункти:
- с. Берег
- с. Комарівка
- с. Миньківці
- с. Онишківці
- с. Сапанівчик
- с. Тур'я

## Склад ради
Рада складалася з 16 депутатів та голови.
- Голова ради: Полюлюк Світлана Олексіївна

### Керівний склад попередніх скликань
| Прізвище, ім'я, по батькові | Основні відомості                                                               | Дата обрання | Дата звільнення |
| --------------------------- | ------------------------------------------------------------------------------- | ------------ | --------------- |
| Пахалюк Микола Сергійович   | Сільський голова, 1957 року народження                                          | 26.03.2010   | 31.10.2010      |
| Пасічник Олег Володимирович | Сільський голова, 1980 року народження, освіта середня спеціальна, безпартійний | 31.10.2010   | 11.12.2011      |
| Полюлюк Світлана Олексіївна | Сільський голова, 1974 року народження, освіта вища, член Народної партії       | 11.12.2011   |                 |

Примітка: таблиця складена за даними сайту Верховної Ради України